# Søvig Bæk
Søvig Bæk er 16,8 km lang og løber fra Søndersig til den sydøstlige ende af Filsø i Varde Kommune.
|  | Denne artikel om lokaliteten Søvig Bæk kan blive bedre, hvis der indsættes et (bedre) billede. Du kan hjælpe ved at afsøge Wikimedia Commons for et passende billede eller lægge et op på Wikimedia Commons med en af de tilladte licenser og indsætte det i artiklen. |

55°40′46.82″N 8°16′22.7″Ø / 55.6796722°N 8.272972°Ø